# Сортол
Сортол — упразднённое в 2013 году село в Вилюйском улусе Якутии России. Входило в состав Баппагайинского наслега. Население — 0 чел. (2010) .

## География
Село расположено на западе региона, в восточной части Центрально-Якутской равнины, в болотистой местности, богатой аласами-озёрами.
Географическое положение
Расстояние до улусного центра — города Вилюйск — 235 км, до центра наслега — села Илбенге — 20 км..
климат
В населённом пункте, как и во всем районе, климат резко континентальный, с продолжительным зимним и коротким летним периодами. Зимой погода ясная, с низкими температурами. Устойчивые холода зимой формируются под действием обширного антициклона, охватывающего северо-восточные и центральные улусы. Средняя месячная температура воздуха в январе находится в пределах от −28˚С до −40˚С..

## История
Согласно Закону Республики Саха (Якутия) от 30 ноября 2004 года N 173-З N 353-III село вошло в образованное муниципальное образование Баппагайинский наслег.
Упразднено село Постановлением Правительства Республики Саха (Якутия) от 25.12.2013 г № 450

## Население
| 2002 | 2010 |
| ---- | ---- |
| 0    | →0   |

## Инфраструктура
Животноводство (мясо-молочное скотоводство, мясное табунное коневодство).

## Транспорт
В 12 километрах проходит автодорога федерального значения «Вилюй».